# ناحیه لویما
ناحیه لویما زیرمجموعه جنوب غرب فنلاند و یکی از ناحیه‌ها در فنلاند از سال ۲۰۰۹ است. این ناحیه به لحاظ کشاورزی و سطح زیرکشت در جنوب غرب فنلاند بسیار شهره است لویما ۳۷ هزار نفر جمعیت دارد.

## شهرداری‌ها
| نشان ملی           | شهرداری             |
| ------------------ | ------------------- |
| Auran vaakuna      | آئورا (شهرداری)     |
| Tl. Kosken vaakuna | کسکی تی‌ال (شهرداری) |
| Loimaan vaakuna    | لویما (شهر)         |
| Marttilan vaakuna  | مارتیلا (شهرداری)   |
| Oripään vaakuna    | اوریپه (شهرداری)    |
| Pöytyän vaakuna    | پویتووه (شهرداری)   |